# Paris Metal France Festival
Le Paris Metal France Festival a été créé par Phil'Em All (Philippe MICHEL), animateur de l'émission Rock-Fort Show de Radio Aligre et manager du groupe ADX. Il est consacré exclusivement aux groupes de metal français.
Plusieurs groupes des années 1980 se sont reformés afin de participer à ce festival.
Son nom est un hommage au France Festival, qui avait eu lieu les 6 et 7 juillet 1985 avec les groupes Trust, ADX et Warning et 14 autres groupes.

## Éditions
Groupes classés par ordre d'entrée en scène.

### Années 2010

#### PMFF VI: 6, 7 & 8 janvier 2017
Cette édition se déroulera au Plan à Ris-Orangis.
- Océan
- Unscarred
- Mercyless
- Altered Beast
- Misanthrope
- Mystery Blue
- Frantic Machine
- One Last Shot
- Octane
- Tentation
- Shoeilager
- Yann Armelino & El Butcher
- Boisson Divine
- Benighted Soul
- Manigance
- Factor Hate
- Face to Face
- Pat O'May
- Yorblind
- Lonewolf
- Witches
- Thrashback
- Existance
- Conscience
- Asylum Pyre
- Idensity
- Boisson divine
- Désillusion
- Mystery Blue
- Gang
- Attraction Theory
- Ultra Volta
- Furies
- M.F. Crew
- Freaky Time
- Hürlements
- Vulcain
- Fireforce (Belgique Flamande)
- Drakkar (Belgiue Wallonne)
- Still Square
- Crying Steel (Bologne -  Italie)
- ADX

#### PMFF V: 11, 12 & 13 janvier 2013
Il s'agit, selon son créateur, de la dernière édition du festival qui a lieu sur trois journées spécialisées par genre : le metal brutal le vendredi, le glam rock et le heavy metal le samedi et le Power - Speed - Thrash metal le dimanche.
Dans le Rock Hard no 127 de décembre 2012, il ajoute : « C'est la première fois que Paris accueille un festival de trois jours avec une affiche 100% metal français ».
Lieu : Le Divan du Monde
Vendredi 11 janvier
- 6h33 & Arno Strobl
- Aggressive Agricultor
- Mercyless
- No Return
- Agressor
- Loudblast

Samedi 12 janvier
- Mörglbl & Patrick Rondat + Yann Armellino + Matthieu Gerbin
- Wild Dawn
- Dygitals
- Tears
- Manigance
- Océan
- Blasphème
- Headline

Dimanche 13 janvier
- Showtime
- Shoeilager
- Thrashback
- The Outburst
- Scherzo
- Hürlement
- Still Square
- Heavenly
- ADX

#### PMFF IV: 8 janvier 2012
Lieu : Le Divan du Monde
- Women in Iron Form
- Existance
- Conscience
- Evil One
- Dygitals
- Agressor
- ADX

#### (annulé) 10 janvier 2010
Lieu : La Locomotive (vendue peu de temps avant le PMFF, ce qui provoquera son annulation)
- Arès
- Evil One
- Deborah Lee
- Dum Dum Bullet
- Rozz
- Mystery Blue
- Stocks
- Océan

### Années 2000

#### PMFF III: 3 & 4 janvier 2009
Lieu : La Locomotive
- Hürlement
- Triple FX
- Pleasure Addiction
- Inmost
- Darknation
- Shannon
- Kragens
- Blackstone
- Manigance
- Der Kaiser
- M. Jack
- Squealer
- Attentat Rock
- ADX
- Shakin' Street
- Nightmare

#### PMFF II: 13 janvier 2008
Lieu : La Locomotive
- Royal Bubble Orchestra
- Demon Eyes
- Witches
- Still Square
- No Return
- Killers
- Blasphème
- ADX

#### PMFF I: 7 janvier 2007
Lieu : La Locomotive
- The Outburst
- Horresco Referens
- Maladaptive
- Falkirk
- Carnival in Coal
- Misanthrope
- ADX